# Диофантовы войны
Диофантовы войны (114—111 до н. э.) — два военных конфликта между Понтийским царством и скифами. Названы по имени понтийского полководца Диофанта. Долгое время войны датировались 110—107 гг. до н. э., однако в настоящее время наиболее вероятной датировкой считаются 114—111 гг. до н. э.
Во II веке до н. э. греческий полис в Крыму Херсонес Таврический вёл кровопролитную, длительную войну со скифами. Была утрачена Керкинитида, разрушен Калос Лимен, враг неоднократно подступал к стенам города. Херсонес вынужден был обратиться за помощью к понтийскому царю Митридату VI Евпатору, так как имевшийся понтийский отряд не мог их одолеть. Царь отправил туда своего полководца Диофанта с 6 тысячами воинов. Высадившись на побережье, понтийцы смогли разбить 50-тысячное войско роксоланов, являвшихся союзниками скифского царя Палака. После этого были подчинены племена тавров, а на их владениях была заложена крепость Евпаторий. Скифы признали власть Митридата над собой.
После этого Диофант отплыл в соседнее Боспорское царство для переговоров с царём Перисадом V. Однако скифы вновь стали угрожать Херсонесу, начав вторую войну. Вернувшись в Херсонес, полководец весной 111 года смог захватить несколько скифских городов, включая их столицу Неаполь Скифский, а также Керкинитиду и Калос Лимен. После этого Херсонес и Ольвия признали власть Митридата, и понтийский военачальник вернулся на родину. С боспорским царём было заключено соглашение о наследовании царства Митридатом.